# Некаде морам да те чекам
„Некаде морам да те чекам” је југословенски и македонски телевизијски филм из 1971. године. Режирао га је Бранко Гапо а сценарио је написао Петре М. Андреевски.

## Улоге
| Глумац             | Улога |
| ------------------ | ----- |
| Киро Ћортошев      |       |
| Јон Исаја          |       |
| Мара Исаја         |       |
| Владимир Светиев   |       |
| Славица Зафировска |       |